# Planetarium Wolfsburg

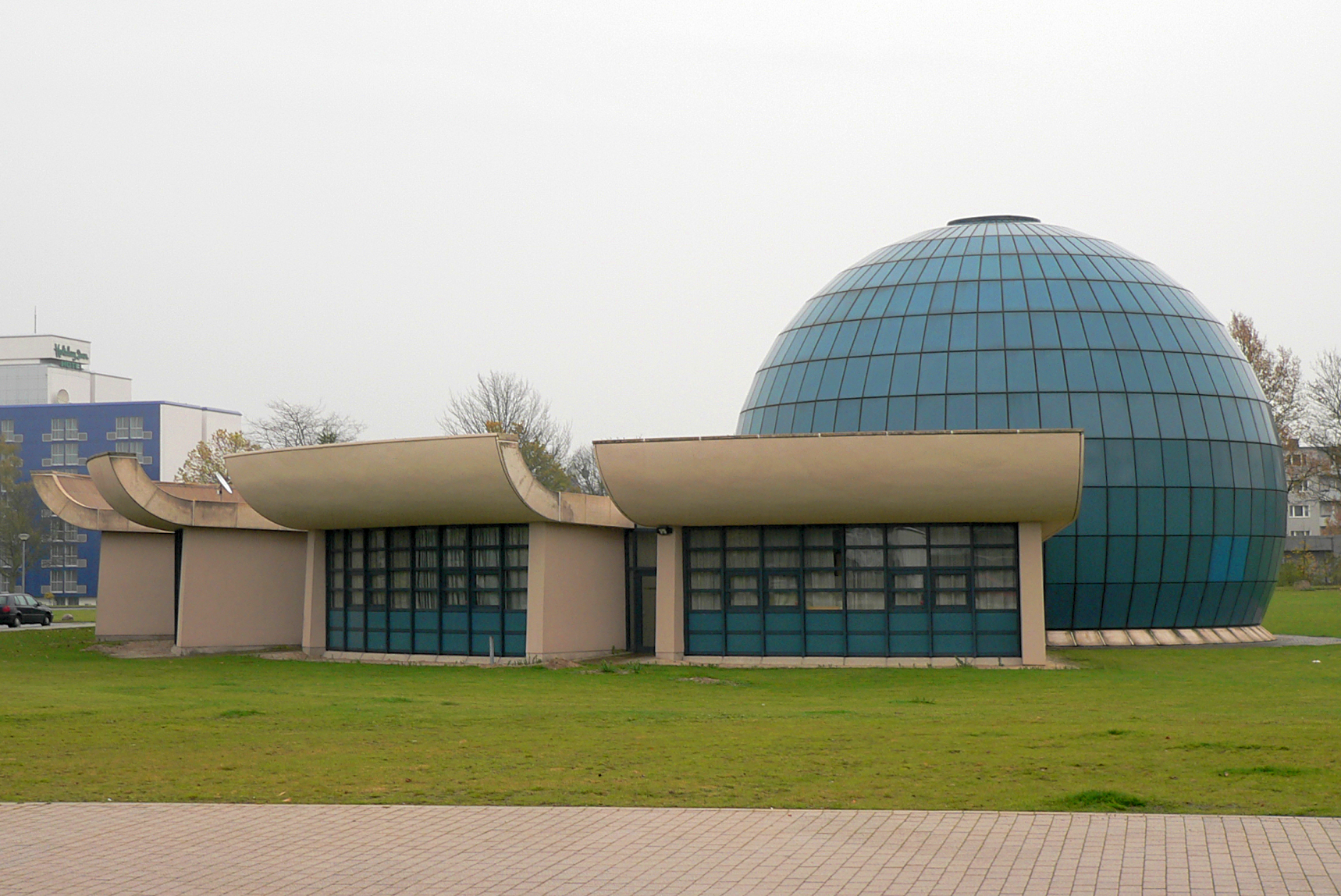
Planetarium Wolfsburg

Das Planetarium Wolfsburg ist ein Planetarium in Wolfsburg, das am 1. Dezember 1983 eröffnet wurde. In ihm finden unter einer Kuppel mit 15 Metern Durchmesser 140 Besucher Platz. Ein zentraler Projektor wirft neben Sonne, Mond und Planeten über 9000 Sterne unter das Kuppeldach, so dass für den Betrachter der realistische Himmelseindruck einer sternenklaren Nacht entsteht.

## Betreiber und Lage

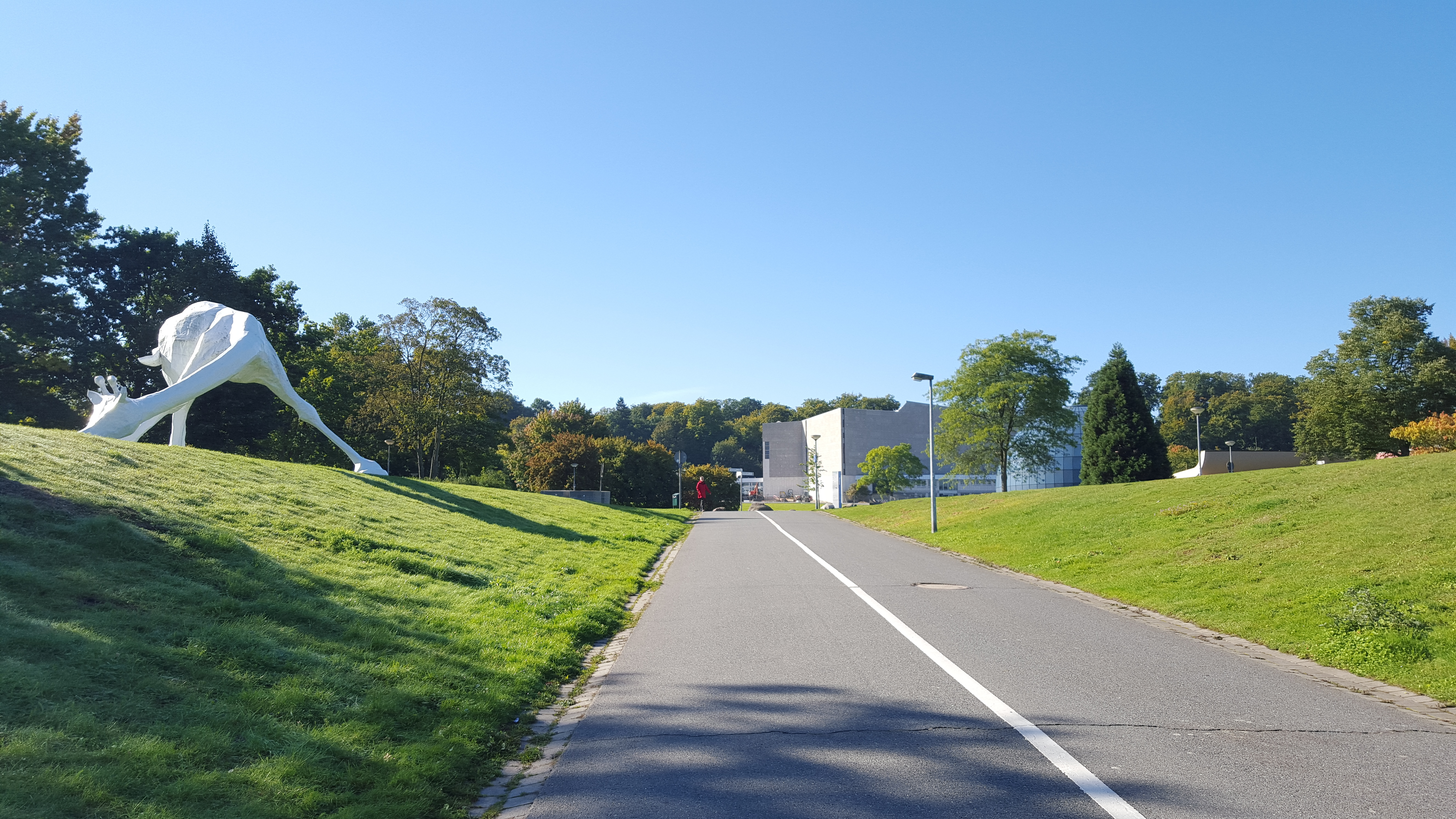
Bürgerpark Wolfsburg, im Hintergrund das Scharoun-Theater und rechts davor die blaue Kuppel des Planetariums

Die Stadt Wolfsburg ist Eigentümerin des Planetariums, das von der Planetarium Wolfsburg gGmbH betrieben wird. Es befindet sich im Stadtteil Stadtmitte im Bürgerpark am Fuße des Klieversbergs. Die Kuppelhalle liegt am Uhlandweg 2, an der sogenannten „Kulturmeile“, die vom Scharoun-Theater, dem CongressPark, Kunstmuseum und Alvar-Aalto-Kulturhaus gesäumt wird.

## Entstehung
Das Planetarium ist einem 1977 geschlossenen Vertrag der Volkswagen AG mit der DDR zu verdanken. VW lieferte 1978 im Rahmen eines Kompensationsgeschäfts 10.000 VW Golf I und bekam dafür neben Maschinen auch den Planetariumsrohbau und einen Planetariumsprojektor des Unternehmens VEB Carl Zeiss aus Jena im Wert von 1,5 Millionen DM. Das Planetarium schenkte der Automobilkonzern 1978 der Stadt Wolfsburg anlässlich ihres 40. Gründungsjubiläums.
Geplant und errichtet wurde das Planetarium von einem Team von Architekten und Ingenieuren. Die Jenaer Architektin Gertrud Schille vom Kombinat VEB Carl Zeiss Jena konzipierte für das Planetarium einen ersten Entwurf. Dieser wurde im Sommer 1978 an die Stadt Wolfsburg übergeben und anschließend durch Roland Hesse aus Wolfsburg und die Architekten der Braunschweiger Schule Volker Kersten, Erich Martinoff und Hans Struhk weiterentwickelt. Dabei wurden wesentliche Elemente des Ursprungsentwurfs, wie die Dreiviertel-Kuppel des Vorführraums, übernommen und durch neue Anbauten für Foyer und Nebenräume ergänzt. Ulrich Müther vom VEB Spezialbetonbau aus Binz auf Rügen, ein international bekannter Spezialist für Schalenbauwerke aus Beton, konstruierte die Kuppel auf der Basis der bereits in den 1920er Jahren entwickelten, auch beim Planetarium in Jena eingesetzten Betonschalenbauweise mit einem als Bewehrung fungierendem Stabnetzwerk. Im Gegensatz zu den vorher meist nur halbkugelförmigen Vorführraum-Kuppeln der Planetarien wurde beim Planetarium in Wolfsburg jedoch eine unterhalb des „Äquators“ wieder zusammenlaufende Dreiviertel-Kuppel realisiert, die eine besondere Konstruktion (mit einem verstärkenden, auf Äquatorhöhe verlaufenden Ringbalken) erforderte. Diese Kuppel wurde später mit blau emaillierten Blechen verkleidet. Das Projektionsgerät des Planetariums kann bei Bedarf auch im Boden versenkt werden, um den Vorführraum für andere Veranstaltungen zu nutzen. Die Grundsteinlegung des Gebäudes fand 1981 statt.
Die Kuppel des Vorführraumes besteht aus zwei Stabnetzwerk-Kuppeln. Die innere Stabnetzwerk-Kuppel trägt die halbkugelförmige Projektionsfläche, die äußere Stabnetzwerk-Kuppel fungiert als Bewehrung der Betonkuppel. Die Betonkuppel wurde dabei von Ulrich Müthers Firma, dem VEB Spezialbetonbau Binz, realisiert. Sie entstand in einem speziellen Nassspritzverfahren ohne vorherige Einschalung, was zu dieser Zeit in der Bundesrepublik noch sehr neu war. Die offizielle Einweihung der Anlage erfolgte am 1. Dezember 1983, am 3. Dezember 1983 war das Planetarium erstmals öffentlich zugänglich. Ein am Planetarium geplantes Wasserbecken, in dem sich die Kuppel spiegeln sollte, wurde aus Kostengründen bis heute nicht realisiert.

## Beschreibung
Der Kuppelraum mit 15 m Durchmesser für die Vorführung des Sternenhimmels bietet 140 Personen Platz. Der Projektor wirft über 9000 Sterne an den Himmel und lässt Sonne, Mond und Planeten kreisen. Dies entspricht dem Blick auf den Sternenhimmel in einer klaren Nacht ohne störenden Lichtsmog.
Der erste Planetariumsprojektor vom Unternehmen Carl Zeiss war das Modell Spacemaster mit einer Mikrorechnersteuerung. Seit seiner Indienststellung 1983 absolvierte er etwa 10.000 Vorführungen mit 650.000 Besuchern. Nach 13 Jahren Laufzeit modernisierte die Stadt Wolfsburg die Vorführeinrichtung. Am 16. Oktober 1996 hatte der Typ Starmaster Premiere in Wolfsburg. Es war das erste Exemplar einer neuen Generation von Carl-Zeiss-Projektoren, ein Mittelplanetarium mit Faseroptik-Projektoren. Außerdem verfügt die Anlage gegenüber dem Vorläufermodell über Video- und Dia-Projektionssysteme sowie Digitalton.
Im Sommer 2008 erhielt der Kuppelraum eine neue Bestuhlung in unidirektionaler Sitzanordnung. Bei dieser Gelegenheit wurde die Ausrichtung nach Süden in der Kuppel aus technischen Gründen gedreht. Das Vorführpult, das in seiner Lage unverändert blieb, befindet sich nun im Osten, statt wie auf der Nordhalbkugel üblich im Norden.
2010 wurde das Planetarium auf die Fulldome-Projektionstechnik umgerüstet und verfügte als erstes Planetarium der Welt über die entsprechende Technik von Carl Zeiss Jena. Die sechs Velvet-Projektoren können digitale Inhalte kuppelfüllend wiedergeben, die sich mit dem weiter eingesetzten Starmaster synchronisieren lassen.
Mit Unterstützung der Wolfsburg AG wurde im Sommer 2012 ein Weltraumlabor im Foyer eingerichtet. Hier können die Besucher an fünf in der Wand montierten Touchscreens und einem großen Touchtisch Informationen über astronomische Themen und das Planetarium abrufen, ein Quiz spielen sowie das Sonnensystem und die Planeten selbstständig erkunden. Konzipiert und gebaut wurde das Weltraumlabor von der Wolfsburger Firma Volke Kommunikationsdesign.

## Vorführungen und Programm
Es gibt sieben unterschiedliche Kategorien: Astronomische Programme, KinderKosmos, Live Sternenshows, Live Konzerte & Lesungen, Musikshows, Specials & Hörspiele und wissenschaftliche Vorträge.
In den Astronomischen Programmen werden mit aufwändiger Planetariumstechnik die Sterne tausendfach und naturgetreu abgebildet und erlauben einen Einblick in kosmische Welten. Ausgangspunkt in den meisten Shows ist der Sternenhimmel. Es werden die wichtigsten Sternbilder gezeigt und der aktuelle Sternenhimmel erklärt. Jedes Astronomische Programm hat ein eigenes Schwerpunktthema.
Speziell für die jungen Besucher bieten das Planetarium KinderKosmos-Shows ab vier Jahren an. Sie handeln zum Beispiel vom Regenbogenfisch in seiner Unterwasserwelt, von Lars, dem kleinen Eisbären, der Wale rettet, oder die Kinder reisen virtuell mit der „Papierrakete“ durch das Sonnensystem.
In der Kategorie Live Sternenshows informiert ein wissenschaftlicher Mitarbeiter des Planetariums über Neuigkeiten aus Forschung und Raumfahrt. Zudem wird jeden Monat der Fokus auf einen besonderen astronomischen Schwerpunkt gelegt, dem in der Show rund 10 bis 15 Minuten gewidmet wird.
Im Planetarium Wolfsburg kann man jedes Quartal Musiker, Autoren und Künstler unter dem Sternenhimmel erleben (Kategorie: Live Konzerte & Lesungen).
Die Musikshows sind durch ein besonderes Soundsystem und die Fulldome-Projektion geprägt. Mit Rock- und Popmusik unternimmt man „virtuelle Reisen“.
2018 beginnt die zweite Staffel der „???“ im HO3RRAUM Planetarium. Auch Geschichten wie die des „Kleinen Prinzen“ kann man sich im Planetarium ansehen. Das Märchen für Erwachsene wurde als Eigenproduktion des Planetarium Wolfsburg für die Kuppel umgesetzt.
Jedes Quartal werden wissenschaftliche Vorträge zu unterschiedlichen astronomischen Themen angeboten.

## Sonstiges
2016 hatte das Planetarium rund 47.300 Besucher, darunter 9000 Schüler.
Das Planetarium Wolfsburg ist ein Geopunkt des Geoparks Harz – Braunschweiger Land – Ostfalen und namensgebend für die Landmarke 25 des Geoparks.
Paare können sich im Kuppelsaal des Planetariums trauen lassen.
Seit dem 8. Juni 2024 ist ein Fragment des Ribbeck-Meteoriten, der am 21. Januar 2024 westlich von Berlin in der Erdatmosphäre verglühte, im Foyer des Planetariums ausgestellt.

## Film
- Schwung statt Platte – Die Hyparschale in Magdeburg. Dokumentarfilm, Deutschland, 2019, 45:12 Min., Buch und Regie: André Strobel, Produktion: MDR, Reihe: Der Osten – Entdecke wo Du lebst, Erstsendung: 7. Mai 2019 bei MDR Fernsehen, Inhaltsangabe von MDR, (Memento vom 1. Mai 2019 im Internet Archive). 
 Präsentation von mehreren Schalenbauten Müthers, das Wolfsburger Planetarium ist ab 33:38 Min. bis 37:32 Min. zu sehen.